# Dyscia albirosea
Dyscia albirosea là một loài bướm đêm trong họ Geometridae.